# Hurt (Roy Hamilton)
Hurt è un brano musicale del 1954 composto da Jimmie Crane ed Al Jacobs, pubblicato su singolo da Roy Hamilton. In Italia il testo dell'originale fu riscritto da Mogol e la canzone, re-intitolata A chi, fu un grosso successo di Fausto Leali nel 1967. Altre reinterpretazioni notevoli sono state pubblicate da Timi Yuro, Marco Carta, Juice Newton ed Elvis Presley.

## Il brano
La versione di Hamilton raggiunse l'ottavo posto in classifica nella R&B Best Seller Chart, restando in classifica per sette settimane complessive. Anche una versione di Ricky Denell ebbe una considerevole rotazione radiofonica nel 1954. Hurt viene considerata inoltre il più grande successo della cantante Timi Yuro, la sua reinterpretazione del 1961 raggiunse la quarta posizione nella classifica pop di Billboard negli Stati Uniti. La versione di Juice Newton del 1985 arrivò in vetta alla Billboard Country Chart.

## Versione di Elvis Presley
Nel 1976, Elvis Presley incise una reinterpretazione della canzone che fu pubblicata su singolo nel 45 giri Hurt/For the Heart ed inclusa nell'album From Elvis Presley Boulevard, Memphis, Tennessee. La versione di Presley raggiunse la posizione numero 28 nella classifica statunitense Billboard Hot 100, la settima nella Billboard Easy Listening Chart, la sesta nella Billboard Hot Country Singles Chart, e la numero 37 nella britannica UK Singles Chart. Il critico rock Greil Marcus descrisse la performance di Elvis "apocalittica", mentre il recensore successivo Dave Marsh definì la sua versione di Hurt "uno spettrale grido di dolore, che non ti fa meravigliare del fatto che Presley avesse ancora solo un anno da vivere, ma piuttosto che sia riuscito a sopravvivere così a lungo". Elvis cantò la canzone dal vivo in 159 concerti. In quattro di questi, a Birmingham (Alabama), Pittsburgh, Atlanta, e Chicago; il cantante si buttò intenzionalmente a terra dopo aver tenuto l'acuto ininterrottamente per sette secondi.

## Altre cover
- Nel 1961, la versione di Timi Yuro di Hurt raggiunse la quarta posizione nella classifica Billboard Hot 100,[8]
- 1962, Milva - Ferita, con testo tradotto da Gian Carlo Testoni.
- Nel 1964, Little Anthony and the Imperials registrarono una versione del pezzo per il loro album Goin' Out of My Head.[9]
- 1964, Alain Barriere - Ma Vie.
- 1967, Dalida - A qui?.
- 1967, Fausto Leali - A chi, con testo scritto da Mogol. Prima posizione nella classifica italiana, che mantenne per quattro settimane[10], ed entrò nella Top Ten in Austria[11], conquistando così 4 dischi d'oro per aver venduto oltre 4.000.000 di copie nel mondo. Alla fine dell'anno A chi risultò il 45 giri più venduto in Italia.[12]
- 1973, Bobby Vinton, primo posto in classifica in Belgio (Fiandre),[13] numero 3 nei Paesi Bassi,[14] e n. 40 negli Stati Uniti.[15]
- 1976, The Manhattans nell'album The Manhattans. Decimo posto nella classifica R&B di Billboard, e n. 4 nella britannica UK Singles Chart.[16]
- 1981, Carly Simon su singolo e nell'album Torch.
- 1986, Juice Newton, primo posto nella classifica country di Billboard.[17]
- 1988, Peabo Bryson nell'album Positive.
- 1995, Alessia Marinangeli, vocalist per Romina Citarella, nella compilation Non è la Rai gran finale.
- 2003, Francesco De Gregori interpreta A chi nel CD Mix.
- 2008, Marco Carta interpreta A chi nel CD Ti rincontrerò.
- 2015 Patrizio Buanne in versione italo-inglese intitolata A chi (Hurt) nell'album Viva la Dolce Vita.